# Friki
El término friki (del inglés freaky, y este de freak, ‘extraño’, ‘extravagante’, ‘estrafalario’) (también, friqui) se utiliza coloquialmente para referirse a una persona cuyas aficiones, comportamiento o vestuario son inusuales o extraños, la palabra tiene un mayor uso en España, y no es tan frecuente en Latinoamérica.
Sin embargo; pese a originarse como anglicismo, su uso en español ha ido entremezclándose con el significado de las voces inglesas geek y/o nerd. Al conjunto de aficiones minoritarias propias de los frikis se le denomina frikismo o cultura friki. Al conjunto de los frikis o seguidores de una temática particular dentro de la cultura friki se le suele denominar fandom.
En el año 2012, la Real Academia Española añadió el término «friki» en la vigésima tercera edición de su diccionario, quedando definido con tres acepciones, siendo una de ellas la referida a «toda persona que practica desmesurada y obsesivamente una afición».

## Historia
En Estados Unidos el término freak se empleaba como estereotipo para referirse a las personas que se distinguían por tener alguna malformación o anomalía física (mujeres barbudas, hombres elefante o personas de estatura desmesuradamente alta o baja) y que eran exhibidas en los circos entre 1840 y la década de 1970. Un ejemplo de este fenómeno, origen del término y su significado, se puede contemplar en la película Freaks, dirigida por Tod Browning en 1932. Asimismo, el guitarrista y cantante escocés Mark Knopfler, exlíder de Dire Straits, compuso un tema sobre esta clase de personajes y su exhibición en los denominados freak shows, titulado Devil Baby. El término también fue popularizado gracias al cómic The fabulous furry Freak Brothers de finales de los sesenta. [cita requerida]
A mediados de la década de 2000 el término comenzó a usarse en España para referirse, aunque en otro contexto, a aquellos personajes, como Carmen de Mairena, Leonardo Dantés o Paco Porras, que con su comportamiento extravagante alcanzaron la fama y se ganaron el afecto del público a través de sus numerosas apariciones en ciertos programas de televisión.
Con el paso de los años, la palabra se usó para referirse a las personas que se catalogaban de extravagantes, producto de tener por lo menos una obsesión extrema o extraña con un tema en concreto, en el cual normalmente eran especialistas. Los temas de interés clásicos de los frikis se caracterizan por no estar aún aceptados ni bien vistos por la sociedad, considerándose normalmente gustos infantiles, inmaduros e impropios de la edad del sujeto. [cita requerida] Estos temas están relacionados comúnmente con el desarrollo y manifestación de la imaginación, creatividad e inteligencia y no tienen relación necesariamente con el nivel de desarrollo socioemocional del individuo, dado que estas aficiones pueden vivirse de muy distinta manera y dependen de cada cual. Producto de un interés común que se presentaba entre un número de personas, muchos de los denominados freak empezaron a reunirse en grupos específicos, a los que se refiere como grupos o tipos de freak. [cita requerida]
Debido a los medios de comunicación, el término freak se dio a conocer en otros idiomas y, con el paso de los años, la palabra freak evolucionó a freaki, friki, frikie o frik, en el idioma español. El término friki no tiene una traducción específica en inglés debido a que es una fusión de varios conceptos anglosajones que hacen referencia a estereotipos, tales como trekkie, geek, nerd, filipón, etc. [cita requerida]
Actualmente, en especial en habla hispana, friki y el significado dado a freak en español tiene dos principales acepciones: [cita requerida]
- El primer uso se refiere a un grupo más amplio de personas, presentando un significado diferente al de freak en su idioma original. De esta forma, el término friki o freak (en español) se utiliza para indicar a una persona ya no solo si está obsesionada, sino que se usa para indicar a una persona o grupo que presenta interés por lo general por un tema específico, que comúnmente domina o en el que se especializa, y por ello puede llamar la atención de otras personas. Los frikis presentan distintos grados de interés sobre el tema, esto es, niveles de frikismo, que van desde tener un simple hobby, hasta el punto de poder ser incluso una forma de vida.
- En el segundo, un friki es alguien que participa en mayor o menor grado en la llamada cultura friki, explicada a continuación.

## Descripción
En la personalidad friki hay distintos niveles de frikismo, siendo el más extremo en el que el individuo lleva su afición o interés hasta el punto de convertirlo en un estilo de vida, por ser una parte importante de ella.
Normalmente un friki está interesado en la informática, la electrónica, la ciencia, las matemáticas, la astronomía, la filatelia, los juegos de rol, los videojuegos, cómics, animación japonesa, películas, libros y series de ciencia ficción, fantasía o terror. El término puede extenderse a muchas aficiones a temas alternativos, con gustos específicos. Los frikis suelen distinguirse porque, a pesar de ser poco sociales, suelen juntarse con otras personas de gustos similares.
La aceptación de los diversos temas de interés típicos de los frikis es diversa en la sociedad. Así, algunos son aceptados sin problemas, pero otros no están totalmente aceptados, principalmente al considerarse algunas aficiones como extrañas o impropias de la edad. Sin embargo, hay que tener en cuenta que la aceptación social puede depender más bien del comportamiento y de la expresión de la afición, y no necesariamente de la afición en sí misma, dado que las aficiones pueden vivirse de muy distinta manera, dependiendo de cada individuo.
Al friki se le asocia igualmente muchas veces un carácter introvertido o difícil de relacionarse con personas ajenas a su afición, interés, o a la indumentaria no convencional que pueda usar. No obstante, estas características se basan en prejuicios sociales que crean un equivocado estereotipo friki. Así, actualmente el término abarca a otros caracteres y grupos.
Recientemente la palabra friki o freak se emplea en español para hablar de personas que tienen aficiones a películas y series de TV con personajes extravagantes, videojuegos y más. En España también se define friki a personas con aficiones que, según la sociedad, no son propias de su edad.
Cabe destacar que los frikis, en inglés son conocidos con el término geek (véase también geek en español), y la palabra freak en inglés se aplica generalmente a las personas que en español se denominan «fanáticos» (personas más o menos obsesionadas con uno o varios asuntos o temas o que en ocasiones solo quieren llamar la atención, y para ello hacen cosas o realizan acciones extrañas), quienes muchas veces son llamados frikis, rompiendo con el significado original del término en el idioma español. A pesar de esta diferencia en los significados, hay que tener en cuenta igualmente que el uso de la palabra freak en el idioma español se ha convertido en sinónimo de friki en su sentido original en este idioma, dejando de lado su significado en su idioma de procedencia.

## Día del Orgullo Friki
En 2006 el bloguero Señor Buebo organizó la celebración del primer Día del Orgullo Friki a través de Internet. El evento tuvo buena acogida y, desde entonces, cada 25 de mayo los frikis conmemoran mediante diversos actos el estreno del largometraje Star Wars de George Lucas, coincidiendo con el Día de la Toalla (en honor a Douglas Adams, autor de la Guía del autoestopista galáctico) y con el glorioso 25 de mayo, día de la rebelión en Treacle Mine Road, calle muy conocida por los fanes de la saga Mundodisco, de Terry Pratchett (léase Night Watch, editada en español como La guardia nocturna). Sin embargo, algunas personas rechazan radicalmente la celebración de este día, por considerarla una celebración que muestra un estereotipo equivocado de los frikis.[cita requerida]
El primer día de conmemoración se celebró en toda España y en Internet, después de que varios medios de comunicación, como los diarios El País y El Mundo, dieran a conocer la iniciativa, aunque el apogeo fue en la plaza del Callao de Madrid, donde se grabó una de las escenas más importantes de la película El día de la bestia de Álex de la Iglesia, y donde un grupo de personas disfrazadas se concentraron para celebrar su día, entre cánticos y un pac-man humano. En 2008, la celebración llegó hasta los Estados Unidos y México, y en 2009, a Canadá.
Desde 2009 también se celebra el Frikoño, la Semana Friki de Logroño, coordinada cada año por Tarilonte.